# Pfarrkirche St. Johann am Walde

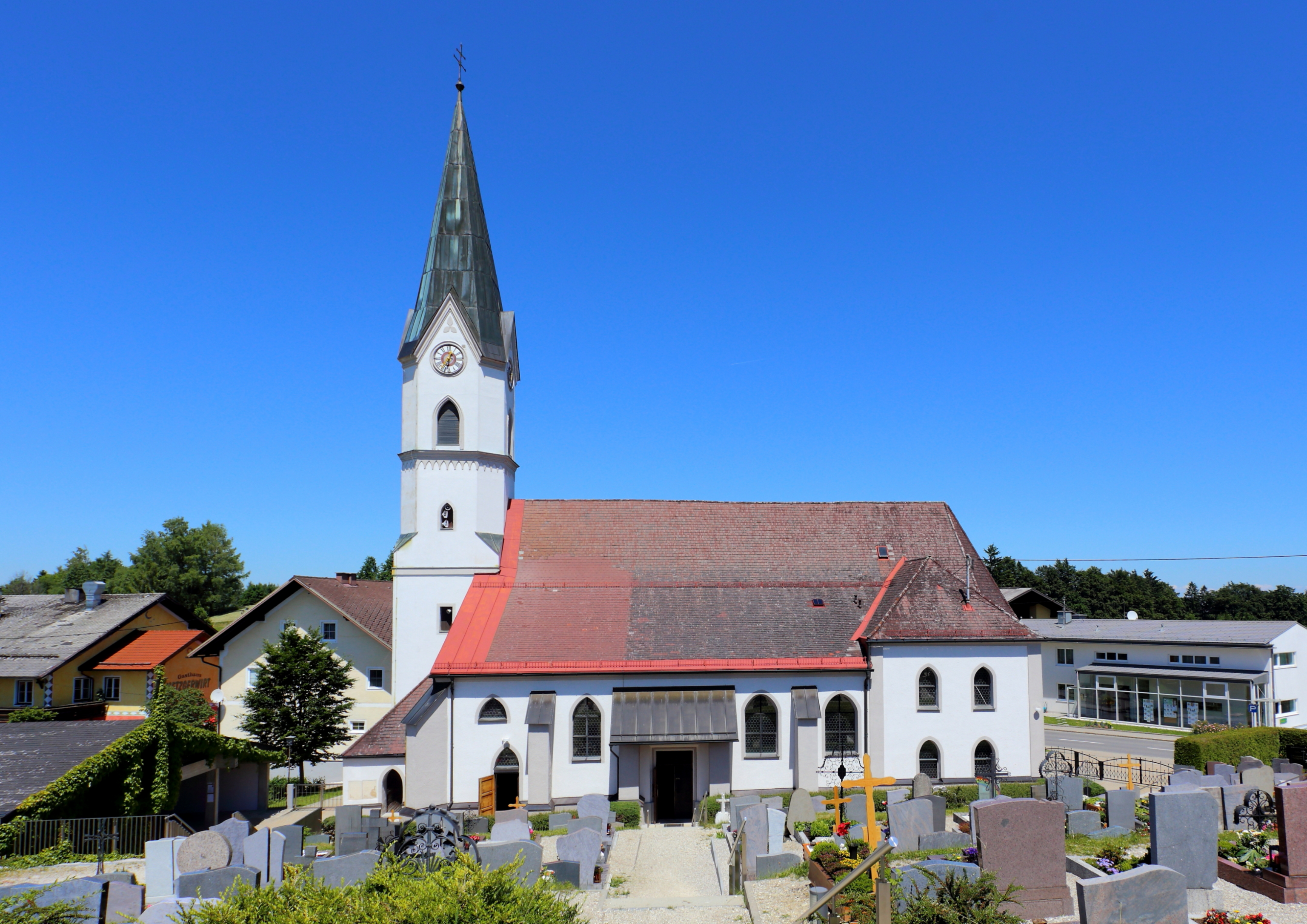
Kath. Pfarrkirche hl. Johannes der Täufer in St. Johann am Walde

Die römisch-katholische Pfarrkirche St. Johann am Walde steht im Ort St. Johann am Walde in der Gemeinde St. Johann am Walde im Bezirk Braunau am Inn in Oberösterreich. Die auf den Heiligen Johannes der Täufer geweihte Kirche gehört zum Dekanat Altheim-Aspach in der Diözese Linz. Die Kirche und der Friedhof stehen unter Denkmalschutz.

## Architektur
Der gotische Kirchenbau mit einem weit gespannten dreijochigen netzrippengewölbten Langhaus wurde 1825 mit zwei Jochen erweitert und erhielt 1903 ein südliches Seitenschiff. Der leicht eingezogene zweijochige netzrippengewölbte Chor schließt mit einem Fünfachtelschluss. Der Westturm aus 1852 trägt einen achtseitigen Spitzhelm. Das Sakristeiportal ist gotisch.

## Ausstattung
Die Einrichtung ist neugotisch. Der Altar im südlichen Seitenschiff trägt eine barocke Rosenkranzmuttergottes aus dem zweiten Viertel des 18. Jahrhunderts. Die teils geschnitzten Stuhlwangen sind aus 1710/1720. Die Orgel aus 1882 mit 9 Registern fertigte Franz Sales Ehrlich.
Es gibt eine Glocke um 1450.